# 高木顕明

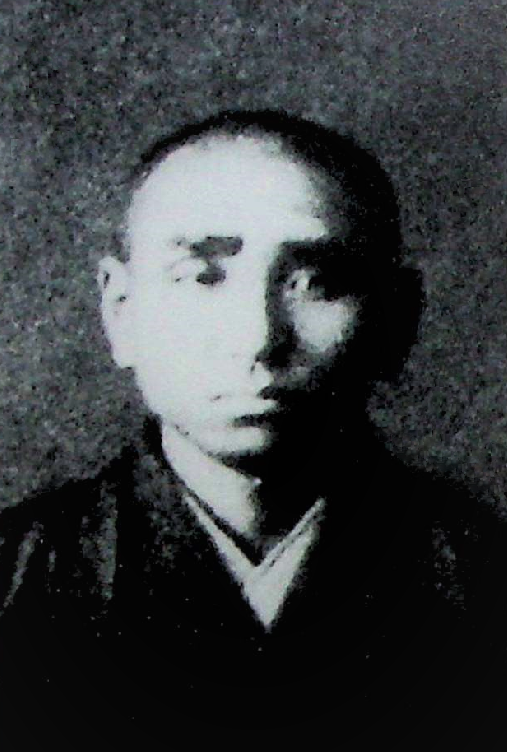
高木顕明

高木 顕明（たかぎ けんみょう、1864年6月24日（元治元年5月21日） - 1914年（大正3年）6月24日）は、真宗大谷派の僧侶。幸徳事件（大逆事件）の被告の一人である。

## 来歴
尾張国西春日井郡下小田井村（現・愛知県清須市）生まれ。尾張小教校（のちの旧制尾張中学、現在の名古屋大谷高等学校）修了。和歌山県新宮市浄泉寺12代住職。旧姓は山田、幼名は妻二郎。
日露戦争では日本でも数少ない非戦論者の一人であり、公娼制度にも反対し、次第に社会主義に接近していった。
1910年（明治43年）、幸徳秋水の談話会を浄泉寺で開催したことから幸徳事件（大逆事件）の関与を疑われ逮捕される。当初、死刑判決に処されたが、後に無期懲役に減刑された。
1910年（明治43年）、真宗大谷派から除籍（僧籍削除）の処分を付された。この時の処分は家族にも及び、一家が寺から退去させられる重いものであった。1914年、秋田刑務所で服役中に自殺。享年51（満50歳没）。生没同日。
死後80年余を経た1996年（平成8年）4月1日、真宗大谷派から僧籍復帰の名誉回復がなされた。現在、新宮市内に顕彰碑が建つ。

## ドキュメンタリー
- こころの時代「歎異抄にであう 無宗教からの扉 (6)」（2022年9月18日、NHK Eテレ）[3]

## 関連書籍
著作
- 『余が社会主義』（1904年）

高木顕明を扱った書籍
- 玉光順正『高木顕明 大逆事件に連座した念仏者』（真宗ブックレットNo.8、真宗大谷派、2000年）
- 大東 仁 (著) 大逆の僧 高木顕明の真実―真宗僧侶と大逆事件　(出版社: 風媒社 (2011/04))
- 極楽の人数: 高木顕明『余が社会主義』を読む　菱木政晴　白澤社 (2012/1/1)

高木顕明を扱った論文
- 泉恵機「高木顕明の事績について」『身同』第十四号（真宗大谷派宗務所、1995年）
- 泉恵機「高木顕明の行実」『真宗』一九九六年三月号（真宗大谷派宗務所、1996年）